# Zuppa inglese

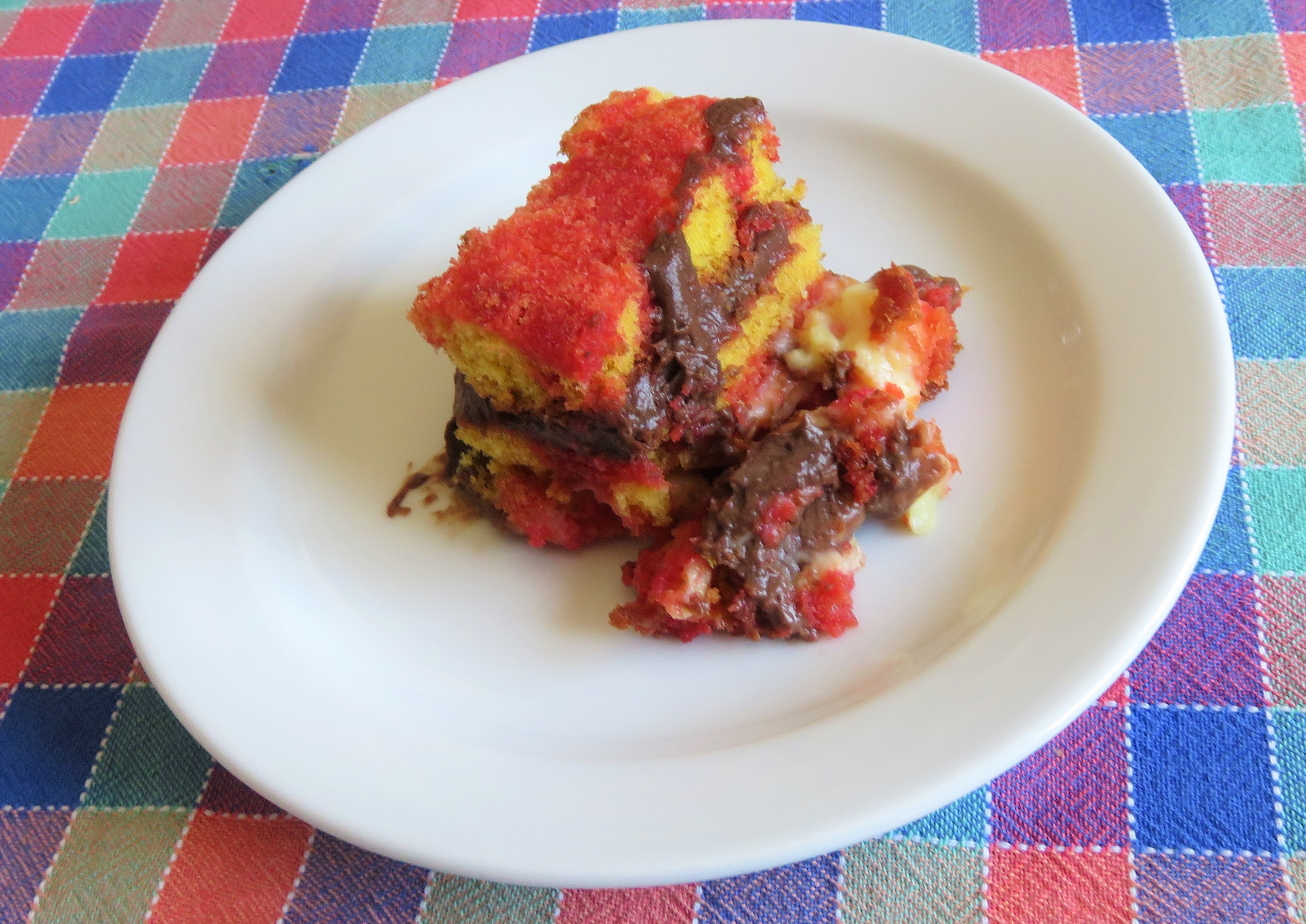
Zuppa inglese.

La zuppa inglese (en italiano ‘sopa inglesa’ [ˈtzuppa iŋˈɡleːse]) es un antiguo dulce italiano, que aparece en las regiones de Emilia Romagna (Bolonia, Modena, Forlì, Ferrara, Reggio Emilia), Marcas, Umbria, Toscana  y Lacio en el siglo XIX, a base de bizcocho empapado en licores como alchermes y rosolio, y con crema pastelera.
Su origen es incierto, y originalmente estaba compuesto de una base de masa suave con levadura, mojada en vino dulce (como marsala o similar) o licores como el rosolio, enriquecida con trozos de frutas o frutas del bosque, y cubierta con crema pastelera y nata o crema de leche; constituyendo, como en el caso trifle, una forma de aprovechar las sobras de los ricos pasteles de la época. La versión moderna del trifle, tradicionalmente afectada por el rigor del puritanismo y las dificultades de la revolución industrial, se prepara a veces con una especie de crema sin huevo llamada Bird's Custard en vez de crema pastelera, y con gelatina de fruta, mermelada y una cantidad de alcohol generalmente baja.

## Aspecto y variantes
El dulce se prepara superponiendo capas de bizcocho o soletillas (en Ferrara es más común el uso de brazadela, unas típicas y simples galletas caseras) mojadas en diversos licores y usando la crema pastelera. Por lo general se prepara en un molde transparente, a fin de destacar el color rosa y amarillo de las capas. El dulce se guarda en el frigorífico, lo que le da firmeza y mantiene la frescura de los ingredientes.
La zuppa inglese es un postre de variaciones casi infinitas: en su versión moderna se emplea no solo crema pastelera sino también chocolate, lo que contribuye a su sabor y también a su colorida presentación. En varias recetas aparece la mermelada de albaricoque, que fue también muy popular entre los pasteleros del siglo XIX, o compota. Otro complemento de la preparación es el café, lo que la acerca a su padre inmediato, el tiramisú. Algunos, por último, añaden un toque de canela. En Argentina en vez de mermeladas de frutas, se utiliza dulce de leche.

## Historia
El origen y la etimología del nombre son extremadamente inciertos. En la ausencia de documentos prevalecen diferentes teorías sobre el origen de la preparación. Algunas leyendas dicen que la receta en realidad fue inventada por los franceses durante la Guerra de los Cien Años, que para burlarse de sus rivales ingleses la llamaron zuppa inglese. Esta versión carece de pruebas, pero algunos indicios sobre ella aparecen en los escritos de la época. El hecho es que esta receta no aparece en la gastronomía francesa de la época, por lo que se considera una auténtica leyenda. 

### El trifle y el origen en el Renacimiento
Los orígenes del dulce italiano quedan probablemente sobre 1500, en la corte del duque de Este, como una adaptación de un dulce inglés del Renacimiento, el trifle,  hecho de crema y bizcocho, todo ello regado con bebidas alcohólicas (por ejemplo, jerez).
El comercio y los contactos diplomáticos con la familia real británica eran frecuentes, y es probable que un diplomático al regresar de Londres pidiese a los cocineros de la corte algo parecido a un trifle. Lo mismo podría haber ocurrido incluso en la Toscana.
En diversos intentos la receta fue reelaborada sustituyendo la masa con levadura por una rosquilla común en la región: la bracciatella, que se preparaba con forma de rosquilla y se tomaba como acompañamiento del vino dulce, al igual que otros postres como los cantucci.
Siguiendo las tesis renacentistas, se puede suponer que la receta se habría extendido y que, en un intento de elevarla al rango de dulce noble y no plebeyo como su primo inglés, se habrían tomado medidas para perfeccionarlo sustituyendo la bracciatella por bizcocho y la nata por crema pastelera. Con el tiempo este trifle modificado pasó a llamarse zuppa inglese.
La presencia de dos licores caros como el alchermes y el rosolio apoya esta tesis, ya que ambos son de origen medieval. Los licores de flores ya estaban de moda en la Baja Edad Media; el alchermes, por otra parte, es probablemente posterior a la reapertura de las rutas comerciales con los árabes, de los que se importaba el ingrediente que le daba su color rojo: la cochinilla. (Su nombre, de hecho, deriva de al quermez, que significa precisamente ‘cochinilla’). En el Renacimiento ambos eran bien conocidos y ampliamente utilizados, pero mantuvieron su importancia hasta el siglo XIX.

### El origen en elsigloXIX
La receta tal como se conoce hoy aparece en Módena en la primera mitad del siglo XIX. Leo Codacci, en Civiltà della tavola contadina, dice que la zuppa inglese habría sido «inventada» por una doncella al servicio de una familia inglesa que vivía en las colinas de Fiesole. Esta campesina toscana, acostumbrada a no tirar nada de lo que quedase en la mesa, no podía desaprovechar las galletas duras servida durante el día para acompañar el té o el oporto. Queriendo ahorrar incluso en una casa que no lo necesitaba, la doncella ideó usar aquellos regalos de Dios mezclando la sobras de los bizcochos con crema pastelera (también llamada «inglesa» en Italia) y el pudín de chocolate. Como las galletas del día anterior estaban secas, las mojó para ablandarlas en vino dulce. Lo único que estaría a favor de esta versión es la presencia de cacao, que pasó a ser de uso común durante en el siglo XVII.
El nombre aparece en el siglo XIX en la «biblia» de la cocina italiana escrita por Pellegrino Artusi, La scienza in cucina e l'arte di mangiar bene, como la receta N.º 675.